# 캘리그라 시츠
캘리그라 시츠(Calligra Sheets, 이전 이름: KSpread 및 Calligra Tables)는 KDE에서 개발한 통합 그래픽 아트 및 사무용 제품군인 캘리그라 스위트의 일부인 자유 소프트웨어 스프레드시트 응용 프로그램이다.
시츠의 기능 중에는 문서당 여러 시트, 다양한 서식 지정 가능성, 300개 이상의 내장 기능 지원, 템플릿, 차트, 맞춤법 검사, 하이퍼링크, 데이터 정렬 및 파이썬, 루비 및 자바스크립트를 사용한 스크립팅 등이 있다.
시츠의 기본 파일 형식은 버전 2부터 오픈도큐먼트였으며 이전에는 ZIP으로 압축된 자체 XML 형식을 사용했다. 시츠에는 XLS(Microsoft Excel), Applix Spreadsheet, 쿼트로 프로, CSV, dBase, Gnumeric, SXC(OpenOffice.org XML), Kexi 및 TXT를 포함한 여러 스프레드시트 형식을 가져올 수도 있다. 오픈듀큐먼트 스프레드시트, SXC, 테이블 문서, CSV, HTML, Gnumeric, TeX 및 TXT 내보내기를 지원한다. 스프레드시트에서는 XLS 내보내기를 지원하지 않는다.

## KChart
KChart는 캘리그라 스위트의 차트 도구이다.
이 플러그인은 소규모 데이터 세트용으로 설계되었으며 가장 일반적인 5~6가지 유형의 차트(히스토그램, 파이 차트, 꺾은선형 차트 등)만 사용하여 오픈오피스와 같은 다른 사무용 애플리케이션에 비해 상대적으로 단순하다.